# 사파르 이사코프
사파르 주마카디로비치 이사코프(러시아어: Сапар Джумакадырович Исаков, 키르기스어: Сапар Жумакадырович Исаков 1977년 7월 29일 소련 비쉬케크 ~ )는 키르기스스탄의 정치인이다. 소속 정당은 키르기스스탄 사회민주당이다.
2017년 8월 26일부터 2018년 4월 19일까지 총리로 지냈다. 이전에 알마즈베크 아탐바예프 대통령의 참모총장으로 역임하기도 하였다.